# Moto perpetuo
Pour plus de détails, voir Fiche technique et Distribution.
Moto perpetuo est un film hongrois réalisé par Béla Vajda, sorti en 1981.

## Synopsis
Un homme essaie désespérément de prendre un ascenseur toujours plein.

## Fiche technique
- Titre : Moto perpetuo
- Réalisation : Béla Vajda
- Scénario : Béla Vajda sur une idée de Gyula Maár
- Photographie : Zoltán Bacsó
- Montage : Magda Hap
- Société de production : Pannónia Filmstúdió
- Pays :  Hongrie
- Genre : Animation
- Durée : 8 minutes
- Dates de sortie : 
  -  France : mai 1981 (Festival de Cannes)

## Distinctions
Le film a reçu la Palme d'or du court métrage lors du Festival de Cannes 1981.